# Многа (приток Удая)
Многа (укр. Многа) — левый приток реки Удай, протекающий по Варвинскому (Черниговская область), Пирятинскому, Чернухинскому и Лубенскому (Полтавская область) районам Украины.
Гидроним является славянской калькой с балтийской основы daug- «изобильный, многий» (ср. Даугава).

## География
Длина — 59 км (10 км в Черниговской области). Площадь водосборного бассейна — 589 км². Русло реки в нижнем течении (село Вороньки) находится на высоте 93,3 м над уровнем моря, в среднем течении (село Позники) — 98,0 м, в верхнем течении (севернее села Яцины) — 116,8 м.
Река в верховье течёт с севера на юг, в среднем течении меняет направление на восток, затем в нижнем течении на юг; верховья реки протекают по Варвинскому району, затем несколько километров протекает по Пирятинскому району, в среднем течении — Чернухинский, в приустьевой части переходит в Лубенский район. Река берет начало в пруду в который впадает два сухоречья, что непосредственно южнее села Ященков (Варвинский район). Впадает в реку Удай севернее села Крутой Берег (Лубенский район).
Долина трапециевидная. Пойма шириной до 500 м. Русло слаборазвитое, шириной до 10 м. На реке в верхнем течении есть один пруд. В нижнем течении реки пойма со значительными водно-болотными угодьями с тростниковой и луговой растительностью (в среднем течении — водно-болотные угодья идут очагами).
На террасе реки в верхнем течении на территории Варвинского района расположен ботанический заказник местного значения Дащенки (охрана дубово-липового леса), в пойме реки среднем течении на территории Чернухинского района — гидрологический заказник местного значения Пойма реки Многа (охватывает пойму в среднем течении), ботанический заказник Харсицкая Поляна и заповедное урочище Липовая дача — примыкают в первому заказнику и расположены на надпойменных террасах по обе стороны реки.

## Притоки
Артополот, Босаха, Вергунка, Ольшанка, Гохновка, Дегтярка, Дубок, Дунай, Западинка, Колбаня, Полонка, Рудка, Сухоноска, Сурмачка, Човновая.

## Населённые пункты
- Населённые пункты на реке от истока к устью:
- Варвинский район: Дащенки;
- Пирятинский район: Белоцерковцы, Яцины;
- Чернухинский район: Бубны, Луговики, Липовое, Харсики, Кизловка, пгт Чернухи, Ковали, Позники (Позняки), Вороньки, Мелехи, Загребелье, Городище.